# NGC 438
NGC 438 è una galassia a spirale situata nella costellazione dello Scultore.
Fu scoperta il 1º settembre 1834 da John Herschel.